# العلاقات البوتانية السلوفينية
العلاقات البوتانية السلوفينية هي العلاقات الثنائية التي تجمع بين بوتان وسلوفينيا.

## مقارنة بين البلدين
هذه مقارنة عامة ومرجعية للدولتين:
| وجه المقارنة                                              | بوتان          | سلوفينيا                                                      |
| --------------------------------------------------------- | -------------- | ------------------------------------------------------------- |
| المساحة (كم2)                                             | 38.39 ألف      | 20.27 ألف                                                     |
| عدد السكان (نسمة)                                         | 807.61 ألف     | 2.07 مليون                                                    |
| الكثافة السكانية (ن./كم²)                                 | 21.04          | 102.12                                                        |
| العاصمة                                                   | تيمفو          | ليوبليانا                                                     |
| اللغة الرسمية                                             | لغة دزونكا     | اللغة السلوفينية، اللغة الإيطالية، لغة مجرية                  |
| العملة                                                    | نغولترم بوتاني | يورو، تولار سلوفيني                                           |
| الناتج المحلي الإجمالي (بليون دولار)                      | 2.51 مليار     | 48.77 مليار                                                   |
| الناتج المحلي الإجمالي (تعادل القوة الشرائية) بليون دولار | 6.49 مليار     | 66.01 مليار                                                   |
| الناتج المحلي الإجمالي الاسمي للفرد دولار أمريكي          | 2.66 ألف       | 20.73 ألف                                                     |
| الناتج المحلي الإجمالي للفرد دولار أمريكي                 | 7.82 ألف       | 30.40 ألف                                                     |
| مؤشر التنمية البشرية                                      | 0.605          | 0.880                                                         |
| رمز المكالمات الدولي                                      | +975           | +386                                                          |
| رمز الإنترنت                                              | .bt            | .si                                                           |
| المنطقة الزمنية                                           | ت ع م+06:00    | توقيت وسط أوروبا، ت ع م+01:00، ت ع م+02:00، أوروبا/ليوبليانا ‏ |

## منظمات دولية مشتركة
يشترك البلدان في عضوية مجموعة من المنظمات الدولية، منها:
| علم المنظمة | اسم المنظمة                        | تاريخ انضمام بوتان | تاريخ انضمام سلوفينيا |
| ----------- | ---------------------------------- | ------------------ | --------------------- |
|             | وكالة ضمان الاستثمار متعدد الأطراف | 21 أكتوبر 2014     | 19 مارس 1993          |
|             | منظمة الشرطة الجنائية الدولية      | ?                  | ?                     |
|             | منظمة حظر الأسلحة الكيميائية       | ?                  | ?                     |
|             | الأمم المتحدة                      | 21 سبتمبر 1971     | 22 مايو 1992          |
|             | مؤسسة التمويل الدولية              | 1 ديسمبر 2003      | 25 فبراير 1993        |
|             | يونسكو                             | 13 أبريل 1982      | 27 مايو 1992          |
|             | مؤسسة التنمية الدولية              | 28 سبتمبر 1981     | 25 فبراير 1993        |
|             | البنك الدولي للإنشاء والتعمير      | 28 سبتمبر 1981     | 25 فبراير 1993        |
|             | الاتحاد البريدي العالمي            | ?                  | ?                     |
|             | الاتحاد الدولي للاتصالات           | 15 سبتمبر 1988     | 16 يونيو 1992         |

## وصلات خارجية
- موقع وزارة الخارجية البوتانية
- موقع وزارة الخارجية السلوفينية